# Vettavalam
Vettavalam là một thị xã panchayat của quận Tiruvanamalai thuộc bang Tamil Nadu, Ấn Độ.

## Địa lý
Vettavalam có vị trí 12°06′B 79°15′Đ / 12,1°B 79,25°Đ Nó có độ cao trung bình là 211 mét (692 feet).

## Nhân khẩu
Theo điều tra dân số năm 2001 của Ấn Độ, Vettavalam có dân số 13.401 người. Phái nam chiếm 49% tổng số dân và phái nữ chiếm 51%. Vettavalam có tỷ lệ 67% biết đọc biết viết, cao hơn tỷ lệ trung bình toàn quốc là 59,5%: tỷ lệ cho phái nam là 75%, và tỷ lệ cho phái nữ là 58%. Tại Vettavalam, 11% dân số nhỏ hơn 6 tuổi.